# Stichopogon schnusei
Stichopogon schnusei är en tvåvingeart som först beskrevs av Mario Bezzi 1910.  Stichopogon schnusei ingår i släktet Stichopogon och familjen rovflugor.
Artens utbredningsområde är Peru. Inga underarter finns listade i Catalogue of Life.